# Hanns Gringmuth-Dallmer
Hanns Paul Gerhard Gringmuth-Dallmer (* 23. November 1907 in Oppeln als Hanns Gringmuth; † 7. September 1999 in Plauen (Vogtland)) war ein deutscher Archivar und Historiker.

## Leben
Der Sohn eines Regierungsrates besuchte von 1917 bis 1921 das Domgymnasium in Merseburg. Dort legte er 1926 das Abitur ab. Anschließend studierte er Geschichte und Germanistik an den Universitäten Jena, Bonn und Halle (Saale). An letztgenannter Universität promovierte er 1934 bei Hans Herzfeld mit einer Arbeit über „Die Behördenorganisation im Herzogtum Magdeburg. Ihre Entwicklung und Eingliederung in den brandenburgisch-preußischen Staat“. Von 1936 bis 1937 besuchte er das Institut für Archivwissenschaften in Berlin und wurde 1937 Archivar am Staatsarchiv Magdeburg unter Walter Möllenbergs Leitung. 1941 wurde er zum Staatsarchivrat ernannt.
Am Zweiten Weltkrieg nahm Gringmuth-Dallmer aktiv teil. Bereits zum 1. Oktober 1939 wurde er zur Wehrmacht eingezogen und geriet in sowjetische Kriegsgefangenschaft, aus der er im September 1947 entlassen wurde. 1948 wurde er zum Direktor des Landeshauptarchivs Sachsen-Anhalt ernannt und löste Charlotte Knabe ab. Unmittelbar vor seinem 60. Geburtstag wurde er als Direktor abgesetzt und als Leiter in die neu geschaffene Außenstelle Wernigerode versetzt. Dort war er bis 1976 tätig und siedelte dann in die Bundesrepublik Deutschland über.
Gringmuth-Dallmer war Mitglied der Historischen Kommission der Sächsischen Akademie der Wissenschaften zu Leipzig, Mitglied des Hansischen Geschichtsvereins und Mitglied der Historischen Kommission für Sachsen-Anhalt. Er ist der Vater von Eike Gringmuth-Dallmer und Christoph Gringmuth-Dallmer.

## Schriften (Auswahl)
- Die Behördenorganisation im Herzogtum Magdeburg. Ihre Entwicklung und Eingliederung in den brandenburg-preußischen Staat, 1934 (Dissertation).
- (Hrsg.) Gesamtübersicht über die Bestände des Landeshauptarchivs Magdeburg, Halle (Saale) 1954 ff.